# Jasienienicze
Jasienienicze (ukr. Ясининичі) – wieś na Ukrainie, w rejonie rówieńskim obwodu rówieńskiego, na Wołyniu.
Pod koniec XIX w. we wsi znajdowała się drewniana cerkiew parafialna wybudowana w 1783 r. uposażona przez Antoniego Jasienieckiego. Do parafii należały wsie: Krzywicze i Wierzchowsk.
W okolicach tej miejscowości w 1920 rozgrywała się bitwa pod Równem.

## Bibliografia

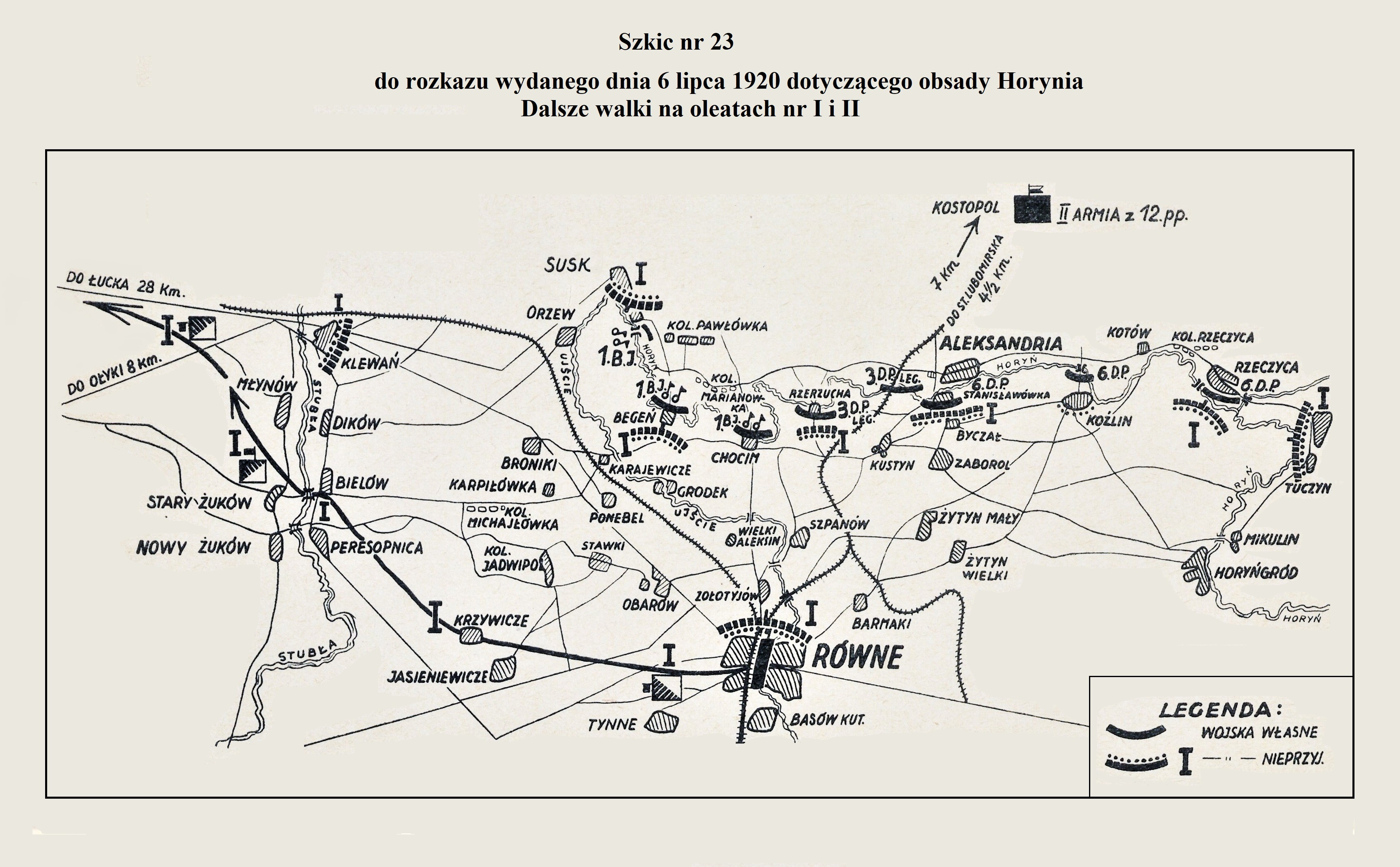
Gen. Kazimierz Raszewski, Wspomnienia z własnych przeżyć do końca roku 1920